# حنا سنيورة
حنا سنيورة (من مواليد 6 نوفمبر 1937) هو صحافي مسيحي فلسطيني يعيش في القدس الشرقية. وهو ناشر صحيفة جيروزاليم تايمز والرئيس التنفيذي المشارك للمركز الإسرائيلي الفلسطيني للأبحاث والمعلومات. وهو أيضاً عضو المجلس الوطني الفلسطيني ورئيس غرفة التجارة الفلسطينية الأمريكية.
كان سنيورة من أوائل المؤيدين للحوار والمفاوضات مع إسرائيل، وله تاريخ طويل من المشاركة في الأنشطة المؤيدة للسلام. وقد حصل على وسام فرسان مالطا لالتزامه مدى الحياة بالعمل من أجل السلام بين فلسطين وإسرائيل.

## سيرته الشخصية
ولد سنيورة في القدس في 1937، وحصل على بكالوريوس العلوم في الصيدلة من جامعة باناراس في فاراناسي بالهند في 1969، وعاد حينها إلى الضفة الغربية. وعُين لإدارة صحيفة الفجر الناطقة بالعربية في فبراير 1974، بعد اختطاف رئيس تحريرها يوسف نصر. وأنشأ نسخة باللغة الإنجليزية من صحيفة الفجر في 1980 وعمل محرراً لها، ثم حصل لاحقاً على منصب رئيس تحرير النسخة العربية في 1983.
كان سنيورة الزعيم الرابع الذي يحظى بشعبية بين الفلسطينيين الذين يعيشون في الولايات المتحدة وفقاً لنتائج استطلاع أجري في 1988. ينتمي سنيورة إلى الكنيسة الرومانية الكاثوليكية.